# Beja
Beja (wym. [ˈbɛʒɐ]) – miejscowość w Portugalii, leżąca w dystrykcie Beja, w regionie Alentejo w podregionie Baixo Alentejo. Miejscowość jest siedzibą gminy o tej samej nazwie.

## Demografia
| Liczba ludności gminy Beja (1801–2011) | Liczba ludności gminy Beja (1801–2011) | Liczba ludności gminy Beja (1801–2011) | Liczba ludności gminy Beja (1801–2011) | Liczba ludności gminy Beja (1801–2011) | Liczba ludności gminy Beja (1801–2011) | Liczba ludności gminy Beja (1801–2011) | Liczba ludności gminy Beja (1801–2011) | Liczba ludności gminy Beja (1801–2011) | Liczba ludności gminy Beja (1801–2011) |
| -------------------------------------- | -------------------------------------- | -------------------------------------- | -------------------------------------- | -------------------------------------- | -------------------------------------- | -------------------------------------- | -------------------------------------- | -------------------------------------- | -------------------------------------- |
| 1801                                   | 1849                                   | 1900                                   | 1930                                   | 1960                                   | 1981                                   | 1991                                   | 2001                                   | 2004                                   | 2011                                   |
| 14 971                                 | 14 824                                 | 25 382                                 | 37 143                                 | 43 119                                 | 38 246                                 | 35 827                                 | 35 762                                 | 34 970                                 | 35 854                                 |

## Sołectwa
Sołectwa gminy Beja (ludność wg stanu na 2011 r.):
- Albernoa – 758 osób
- Baleizão – 902 osoby
- Beringel – 1301 osób
- Cabeça Gorda – 1386 osób
- Mombeja – 386 osób
- Nossa Senhora das Neves – 1747 osób
- Quintos – 255 osób
- Salvada – 1097 osób
- Salvador – 6590 osób
- Santa Clara de Louredo – 864 osoby
- Santa Maria da Feira – 4543 osoby
- Santa Vitória – 595 osób
- Santiago Maior – 7620 osób
- São Brissos – 108 osób
- São João Baptista – 6395 osób
- São Matias – 569 osób
- Trigaches – 464 osoby
- Trindade – 274 osoby